# Foreign Correspondent
Foreign Correspondent —conocida en español como Corresponsal extranjero y como Enviado especial— es una película estadounidense del género de thriller de espionaje de 1940 dirigida por Alfred Hitchcock y protagonizada por Joel McCrea, Laraine Day, Herbert Marshall, George Sanders, Albert Bassermann y Robert Benchley y cuenta la historia de un periodista estadounidense que intenta exponer a los espías enemigos en Gran Bretaña que están involucrados en una conspiración ficticia en todo el continente en el preludio de la Segunda Guerra Mundial. La película estuvo nominada a seis premios Óscar, incluido mejor película, aunque no consiguió ninguno.
Foreign Correspondent fue la segunda producción de Hitchcock en Hollywood después de dejar el Reino Unido en 1939 (la primera fue Rebecca) y tuvo un número inusualmente elevado de escritores: Robert Benchley, Charles Bennett, Harold Clurman, Joan Harrison, Ben Hecht, James Hilton, John Howard Lawson, John Lee Mahin, Richard Maibaum y Budd Schulberg, siendo Bennett, Harrison, Hilton y Benchley los únicos escritores acreditados en la película terminada. Se basó en las memorias políticas de Vincent Sheean, Personal History (1935), cuyos derechos fueron adquiridos por el productor Walter Wanger por 10.000 dólares.
La película fue una de las dos películas de Hitchcock nominadas al Premio de la Academia a la Mejor Película en 1941, la otra fue Rebecca, que ganó el premio. 

## Argumento
A mediados de agosto de 1939, justo antes del estallido de la Segunda Guerra Mundial, el editor del New York Morning Globe, Mr. Powers (Harry Davenport), está preocupado por la crisis en Europa, el creciente poder de Adolf Hitler y la Alemania nazi y la incapacidad de los corresponsales extranjeros célebres para obtener respuestas sobre si se producirá la guerra. Después de buscar un reportero criminal bueno y duro para un nuevo punto de vista, nombra a John Jones (Joel McCrea) como corresponsal en el extranjero, bajo el seudónimo de Huntley Haverstock.
Jones parte hacia Inglaterra y llega a Londres. Su primera tarea es entrevistar a Stephen Fisher (Herbert Marshall), líder del Partido de la Paz Universal, en un evento realizado por Fisher en honor a un diplomático holandés llamado Van Meer (Albert Basserman). Sin el conocimiento de Powers y Jones, Fisher es en realidad un agente alemán.
De camino a la fiesta, Jones ve a Van Meer entrando en el coche que lo llevará a la fiesta y corre a entrevistarlo; Van Meer lo invita a cabalgar, pero elude diplomáticamente su interrogatorio durante el viaje. En la fiesta, Jones conoce a la hija de Fisher, Carol (Laraine Day). Johnny al principio frota a Carol de la manera incorrecta, pero más adelante en la película, en Ámsterdam, se enamoran.
Van Meer desaparece misteriosamente. Fisher recibe un telegrama de Van Meer diciendo que no podrá asistir a la reunión. Fisher informa a los invitados que Van Meer, quien se suponía que era el invitado de honor en el evento, no asistirá; en cambio, estará en una conferencia política en Ámsterdam . Fisher pide a su hija Carol que pronuncie el discurso de apertura en lugar de Van Meer. Ella torpeza su discurso porque está distraída por Johnny, que sigue mirándola y ha pegado mensajes personales entre sus notas del discurso
Powers telegrafía a Johnny para que se apresure a Ámsterdam para entrevistar a Van Meer en su conferencia política. Allí, un hombre que se parece a Van Meer recibe un disparo frente a una gran multitud por un hombre disfrazado de fotógrafo. Jones se apodera de un coche para seguir el coche de fuga del asesino. El auto en el que salta tiene a Carol y otro reportero, Scott Ffolliott (George Sanders), quien explica que la letra mayúscula de su apellido se dejó caer en memoria de un antepasado ejecutado. El grupo sigue al asesino al campo, donde Jones ve que la vela de un molino de viento comienza a girar hacia atrás: concluye que la dirección de la vela es una señal para un avión que sobrevuela.

Mientras Carol y Ffolliott buscan ayuda, Jones busca en el molino de viento y encuentra un Van Meer vivo; el hombre a quien dispararon frente a los testigos fue un impostor sustituido para que todos crean que Van Meer fue asesinado. El anciano ha sido drogado y no puede decirle nada a Jones. Jones se ve obligado a huir cuando los secuestradores se dan cuenta de él. Escapan con Van Meer en el avión antes de que llegue la policía. Más tarde, de vuelta a la habitación del hotel de Jones en Ámsterdam, dos espías vestidos de policías llegan para secuestrarlo. Cuando sospecha quiénes son en realidad, escapa por la ventana y entra en la habitación de Carol Fisher.

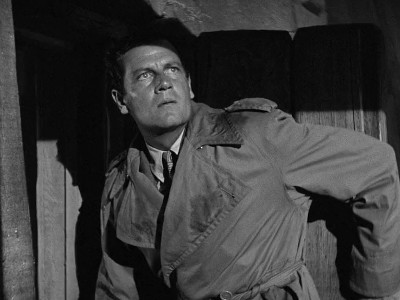
Joel McCrea como "Huntley Haverstock".

Jones y Carol abordan un barco británico rumbo a Inglaterra, y mientras una furiosa tormenta truena sobre sus cabezas, él le propone matrimonio, que ella acepta. En Inglaterra van a la casa del padre de Carol, donde Jones ve a Krug (Eduardo Ciannelli), a quien reconoce del molino de viento como el operativo que lleva a cabo el asesinato y el secuestro. Le informa a Fisher, quien promete proporcionar un guardaespaldas que lo protegerá. El guardaespaldas Rowley (Edmund Gwenn), cuya verdadera tarea es matar a Jones, está trabajando con Fisher y Krug en el complot contra Van Meer. En el instante en que Rowley intenta empujar al periodista desde lo alto de la torre de la catedral de Westminster, Jones se hace a un lado y el hablador matón se lanza a su muerte.
Jones y Ffolliott están convencidos de que Fisher es un traidor, por lo que se les ocurre un plan: Jones llevará a Carol a Cambridge y Ffolliott fingirá que ha sido secuestrada para obligar a Fisher a revelar la ubicación de Van Meer. Después de un malentendido con Jones, Carol regresa a Londres. Justo cuando Fisher está a punto de enamorarse del engaño de Ffolliott, escucha que su auto se detiene.
Fisher se dirige a un hotel donde Van Meer está detenido con Ffolliott en su cola. Van Meer está siendo interrogado utilizando la privación del sueño para descubrir una cláusula secreta en un tratado que firmó. Justo cuando se ve obligado a divulgar la información que la organización quiere, Ffolliott distrae a los interrogadores. Cuando llega Jones, Fisher y sus guardaespaldas escapan, dejando a Van Meer atrás. Van Meer es trasladado de urgencia al hospital en coma.
Gran Bretaña y Francia declaran la guerra a Alemania. Mientras Jones, Ffolliott y los Fishers están en un hidroavión Short S.30 Empire a Estados Unidos, Fisher le confiesa sus fechorías a su hija. Carol cree que Jones realmente no la ama, sino que solo la usó para perseguir a su padre. Jones protesta porque solo estaba haciendo su trabajo como reportero. Segundos después, el avión es bombardeado por un destructor alemán y se estrella contra el océano. Los supervivientes se posan en el ala flotante del avión derribado. Al darse cuenta de que no puede soportar a todos, Fisher se sacrifica al permitir que se ahogue. Jones y Ffolliott intentan salvarlo, pero no lo consiguen. Son rescatados por un barco estadounidense, el Mohican. El capitán se niega a permitir que los reporteros presenten su historia utilizando las comunicaciones del barco citando la neutralidad estadounidense en la guerra, pero Jones, Ffolliott y Carol comunican subrepticiamente la historia por radio-teléfono al Sr. Powers. Más tarde, de vuelta en Londres y ahora como corresponsal de guerra exitoso, Jones, con Carol a su lado, describe cómo Londres fue bombardeada en una transmisión de radio en vivo a los Estados Unidos, instando a los estadounidenses a fortalecer su país y "mantener las luces encendidas" mientras avanzan. oscuro en el estudio.

## Reparto

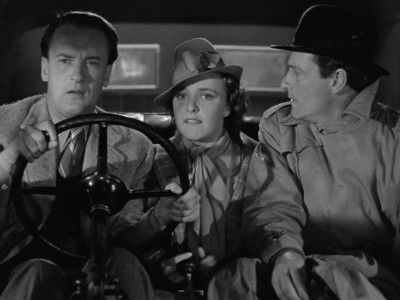
George Sanders, Laraine Day y Joel McCrea en una escena de la película.

- Joel McCrea - Johnny Jones / Huntley Haverstock
- Laraine Day - Carol Fisher
- Herbert Marshall - Stephen Fisher
- George Sanders - Scott ffolliott
- Albert Bassermann - Van Meer
- Robert Benchley - Stebbins
- Edmund Gwenn - Rowley
- Eduardo Ciannelli - Sr. Krug
- Harry Davenport - Sr. Powers
- Martin Kosleck - Vagabundo
- Ian Wolfe - Stiles
- Charles Halton - Bradley
- Barbara Pepper - Dorine
- Emory Parnell - Capitán John Martin del "Mohican"
- Gertrude W. Hoffmann - Sra. Benson
- Holmes Herbert - Comisionado Folliptt
- Leonard Mudie - McKenna

Se puede ver a Alfred Hitchcock cuando Joel McCrea ve por primera vez a Van Meer en la calle de Londres; Hitchcock pasa leyendo un periódico. Albert Basserman, que interpreta a Van Meer, era alemán y no hablaba inglés, por lo que tuvo que aprender todas sus líneas fonéticamente. Del mismo modo, una niña supuestamente holandesa en la película habla el holandés fonéticamente, aunque de manera menos convincente. 

## Producción
El productor Walter Wanger compró en 1935 los derechos del libro Personal History al periodista Vincent Sheean por $10.000, pero después de varias adaptaciones de prueba que no convencían a Wanger, éste permitió que la historia se diferenciara significativamente del libro. Contrató a numerosos escritores y tras cinco años Wanger consiguió un guion que le satisfizo y convenció a Hitchcock para que lo dirigiera. Hitchcock en un principio quería a Gary Cooper y Joan Fontaine para los papeles principales, pero Cooper no estaba interesado en hacer un thriller en esos momentos y Joan Fontaine estaba bajo contrato con el productor David O. Selznick quien no permitió que trabajara en la película. Más tarde Gary Cooper admitiría que fue un error rechazar aquel papel.

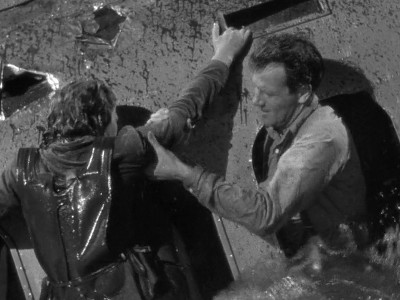
Escena del accidente aéreo.

El rodaje comenzó el 18 de marzo de 1940 y finalizó el 5 de junio rodándose en los estudios de Samuel Goldwyn, en West Hollywood, en algunas localizaciones de Los Ángeles y en Long Beach.
En un principio se barajaron diversos títulos como, Personal Histroy o Imposter, antes del definitivo Foreign Correspondent.
Finalizado el filme Hitchcock visitó Inglaterra, donde se esperaba que los alemanes bombardearan Londres en cualquier momento. A su regreso, el 3 de julio, Hitchcock encomendó un nuevo final, la escena de la transmisión de radio, que se rodó el 5 de julio.
La escena del interior del avión en el momento de su hundimiento se logró proyectando la imagen de un avión dirigiéndose hacia el océano sobre una pantalla de papel ubicada delante de unos tanques de agua. En el momento adecuado el agua de los tanques era dirigida a través de la pantalla de papel.
Foreign Correspondent es la segunda película del director británico rodada en los Estados Unidos. La primera fue Rebecca.

## Recepción y crítica
Foreign Correspondent se estrenó el 16 de agosto de 1940 en los Estados Unidos y el 11 de octubre del mismo año en Gran Bretaña. La película, que termina con los alemanes bombardeando Londres, se estrenó en los Estados Unidos en los albores de la Batalla de Inglaterra, tan solo 3 días antes de que la Luftwaffe comenzara a bombardear los aeródromos de la costa inglesa como inicio de la operación y una semana antes de que los alemanes comenzaran a bombardear Londres el 24 de agosto.

### Taquilla
A Foreign Correspondent le fue bien en la taquilla, pero su alto costo significó una pérdida de $ 369,973.  Según Kinematograph Weekly, fue la segunda película más popular de 1940 en Gran Bretaña (la primera fue Rebecca). 

### Crítica
La crítica en general la trató con benevolencia a pesar de que hubo quien la vio como una "gloriosa película de Cine B". La película, con un claro componente de propaganda antinazi, llamó la atención del ministro de propaganda Nazi, Joseph Goebbels, quien dijo de ella: "Foreign Correspondent es una obra maestra de propaganda, una producción de primera clase que no dudo causará impresión entre las grandes masas de gente de los países enemigos".

## Curiosidades
La escena en que Haverstock huye de la habitación del Hotel Europa, en la que lo tienen retenido.  Mientras va por la cornisa, se apoya en los neones rompiéndose las letras el, con lo que el luminoso que anuncia dicho hotel queda como Hot Europa (Europa caliente), que refleja la situación de preguerra en que se encuentra el continente. Esta escena, que lo normal es que pase desapercibida, es una de las genialidades del gran maestro, que nos obliga a estar siempre muy atentos a cualquier detalle y nos permite ver sus películas una y otra vez, encontrando aspectos no percibidos antes.

## Premios y nominaciones

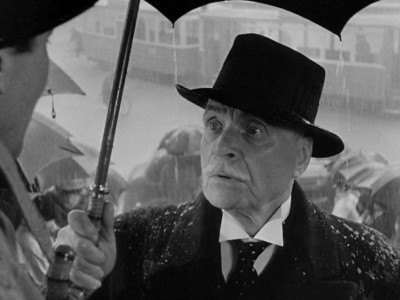
Albert Bassermann como "Van Meer", fue nominado como mejor actor de reparto.

En 1941 Foreign Correspondent fue nominada a seis premios Óscar pero no consiguió ninguno.
- Mejor película
- Mejor guion adaptado – Charles Bennett, Joan Harrison
- Mejor actor de reparto – Albert Bassermann
- Mejor fotografía en blanco y negro – Rudolph Maté
- Mejor dirección artística en blanco y negro – Alexander Golitzen
- Mejores efectos especiales – Paul Eagler (fotografía), Thomas T. Moulton (sonido)

La película fue una de las 10 mejores del año 1940 según Film Daily y fue nominada a mejor película de 1940 en la National Board of Review.